# Sen wolnofalowy
Non-rapid eye movement, NREM, SEM – faza snu charakteryzująca się wolnymi ruchami gałek ocznych, jest to tzw. sen głęboki. W tej fazie następuje głęboki wypoczynek. W mózgu pojawiają się fale theta, a później delta. Faza ta pojawia się szybko po zaśnięciu i trwa ok. godziny. Następnie pojawia się faza REM (rapid eye movement). Fazy te przeplatają się podczas normalnego 8-godzinnego snu, a jeden ich cykl wynosi około 90 minut. Im dłużej śpimy, tym faza NREM jest krótsza i płytsza, a faza REM trwa dłużej, zmniejsza się więc czasowy stosunek faz snu względem siebie.  
W czasie snu wolnofalowego tempo metabolizmu ulega znacznemu zmniejszeniu, spada ciśnienie krwi, zwolnione zostają oddechy i rytm serca, nerki produkują mniej moczu, a pokarm przesuwany jest przez jelita wolniej - organizm odpoczywa. Spada również o pół stopnia temperatura naszego ciała. Są jednak procesy, które w tej fazie snu zachodzą szybciej. Między innymi wzrasta poziom niektórych hormonów, szybciej goją się rany.
Dawniej uważano, że w fazie NREM nie pojawiają się marzenia senne. Obecnie wiadomo, że takie marzenia się pojawiają, choć nie w postaci konkretnych obrazów, ale raczej odczuć (np. spadanie) lub wizualizacji kolorów.

## Etapy snu NREM
- Etap 1 (NREM I) - występuje na początku snu. Gałki oczne powoli się poruszają. Fale alpha zastępowane są wolniejszymi falami theta. Ludzie w tym stanie mają wrażenie, że jeszcze nie śpią. Zachodzi stopniowe zawężanie świadomości związane z hamowaniem działania kory przedczołowej przez hamujący układ wzgórza.
- Etap 2 (NREM II) - świadomość zostaje zniesiona, ale osobę można łatwo obudzić. Gałki oczne zwalniają, a marzenia senne pojawiają się bardzo rzadko. EEG pokazuje wrzeciona snu i kompleksy K odpowiadające za nagłe wzdrygnięcia kojarzone z wrażeniem spadania, skutkujące czasami chwilowym obudzeniem.
- Etap 3 (NREM III) - przejście między etapem 2 i 4. Pojawiają się fale delta, wiązane z "głębokim" snem, mieszają się z falami theta, które jak na razie dominują. Sen jest głęboki, zwalnia akcja serca, spadają ciśnienie krwi i temperatura.
- Etap 4 (NREM IV) - sen wolnofalowy. Najgłębszy etap snu. Gałki oczne nie poruszają się. Dominują fale delta (na EEG odróżniamy etap 3 od 4 po procentowym udziale fal theta i delta, jeżeli fale delta wynoszą ponad 50%, jest to faza NREM IV). Marzenia senne pojawiają się najczęściej w całym śnie NREM, ale rzadziej niż w śnie REM. Treść marzeń jest niepowiązana ze sobą i mniej żywa niż w fazie REM. Są bardziej logiczne i mają charakter deklaratywny. Oprócz tego na tym etapie najczęściej ujawniają się niektóre parasomnie, takie jak somnambulizm lub lęki nocne. W etapie tym dochodzi do konsolidacji pamięci deklaratywnej (związanej z np. uczeniem się). Po tej fazie następuje faza REM.